# 二塩化ゲルマニウム
二塩化ゲルマニウム(Germanium dichloride)は、ゲルマニウムと塩素からなる化合物で、化学式はGeCl2である。固体で、酸化数+2のゲルマニウムを含む。

## 生成
固体のGeCl2は、四塩化ゲルマニウムGeCl4を650℃でゲルマニウム金属に通すことによって生成される。
{\displaystyle {\ce {GeCl4\ + Ge -> 2GeCl2}}}
また、クロロゲルマンを70℃で分解することでも得られる。
{\displaystyle {\ce {2 GeH3Cl -> GeCl2\ + GeH4\ + H2}}}

## 反応
GeCl2は加水分解されて黄色の水酸化ゲルマニウム(II)になり、これを加熱すると茶色の一酸化ゲルマニウムとなる。
{\displaystyle {\ce {GeCl2\ + 2H2O -> Ge(OH)2\ + 2HCl}}}
{\displaystyle {\ce {Ge(OH)2 -> GeO\ + H2O}}}
GeCl2の塩酸溶液は強い還元力を持つ。塩化物イオンの共存下では、例えばピラミッド型のGeCl3−イオンを含むイオン複合体が存在することが報告されている。またルビジウムやセシウムの塩化物が存在すると、例えばRbGeCl3等が生じる。これは歪んだ灰チタン石構造を持つ。

## 分子状GeCl2
分子状GeCl2はジクロロゲルミレンとも呼ばれ、カルベンに類似するという特徴がある。気相におけるGeCl2の分子構造はマイクロ波分光法を用いた純回転スペクトルの観測および解析によってGe-Cl間の結合距離約2.17Å、Cl-Ge-Clの結合角約100度という結論が得られており、原子価殻電子対反発則に基づいた折れ線形である、という解釈と矛盾しない。1,4-ジオキサンとの錯体であるGeCl2ジオキサンは、GeCl4やGeとその場で反応するため、合成反応用のGeCl2の供給源として利用される。GeCl2は極めて反応性が高く、多くの種類の化学結合中に挿入される。